# 円舘 (小惑星)
円舘（えんだて、4282 Endate）は小惑星帯に位置する小惑星。釧路市の上田清二と札幌市の金田宏が発見した。
アマチュア天文家で200個以上の小惑星を発見し、小惑星ハンターとして知られる円舘金から命名された。